# ويليام ويلسون بوتير
ويليام ويلسون بوتير (بالإنجليزية: William Wilson Potter) هو محامي وسياسي أمريكي، ولد في 18 ديسمبر 1792، وتوفي في 28 أكتوبر 1839. حزبياً، نشط في الحزب الديمقراطي. وقد انتخب عضو مجلس النواب الأمريكي.